# Lacerta schreiberi
Lacerta schreiberi este o specie de șopârle din genul Lacerta, familia Lacertidae, ordinul Squamata, descrisă de Bedriaga 1878. A fost clasificată de IUCN ca specie cu risc scăzut. Conform Catalogue of Life specia Lacerta schreiberi nu are subspecii cunoscute.

## Galerie

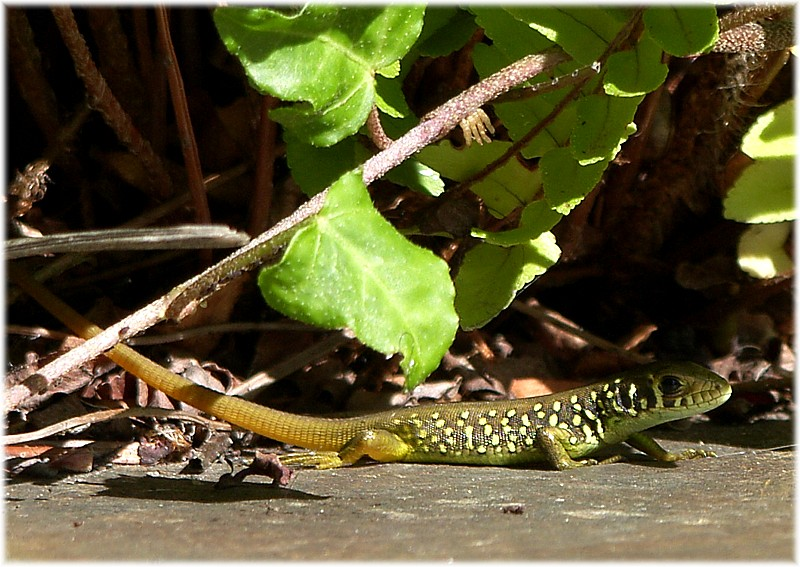
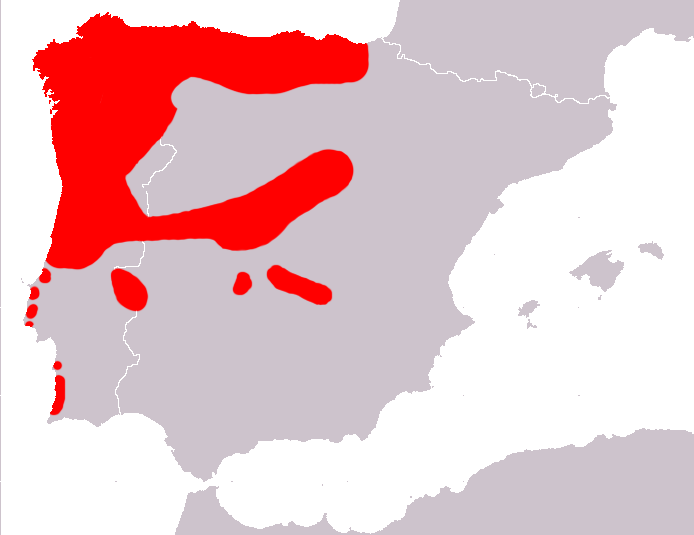
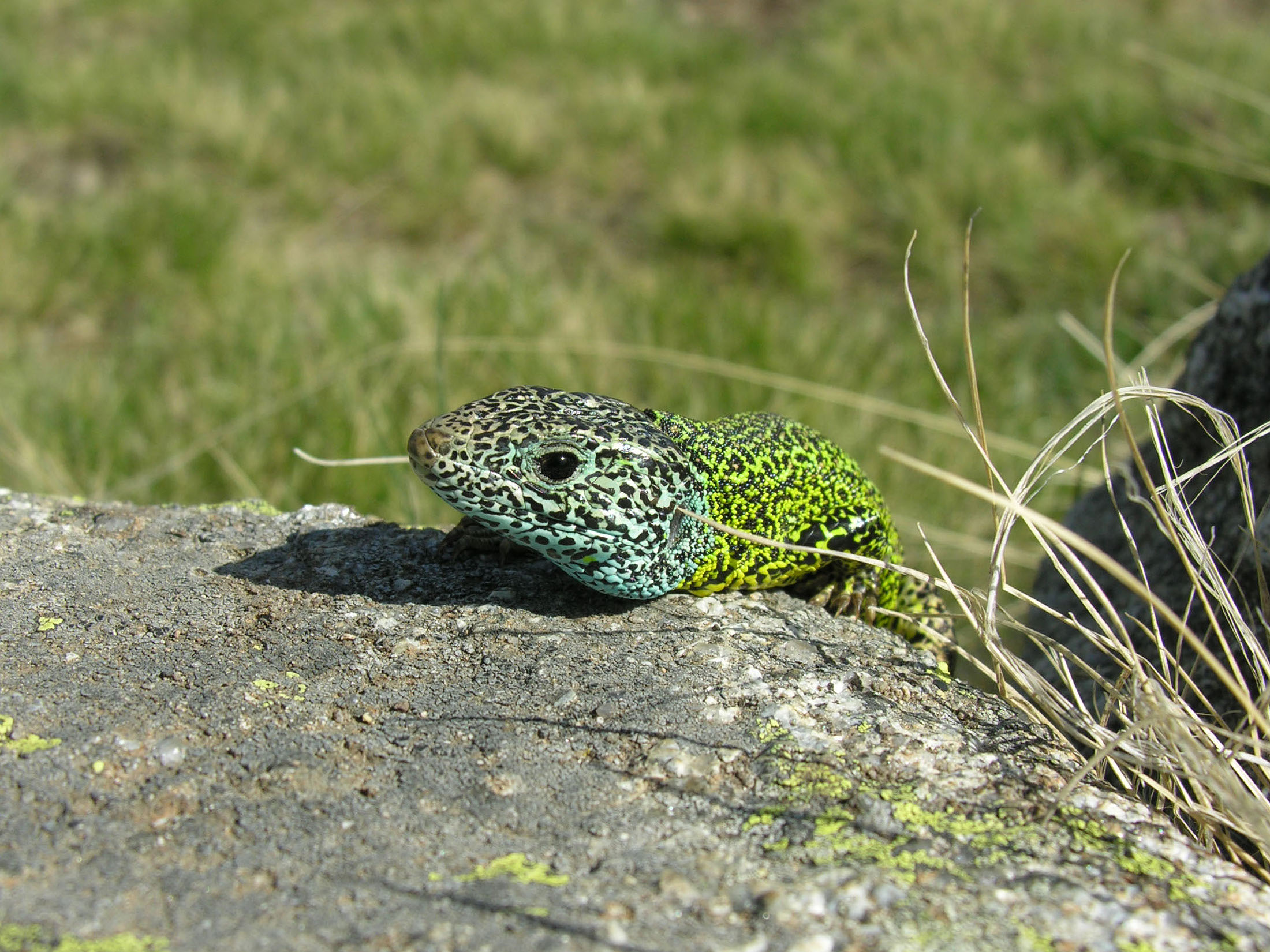
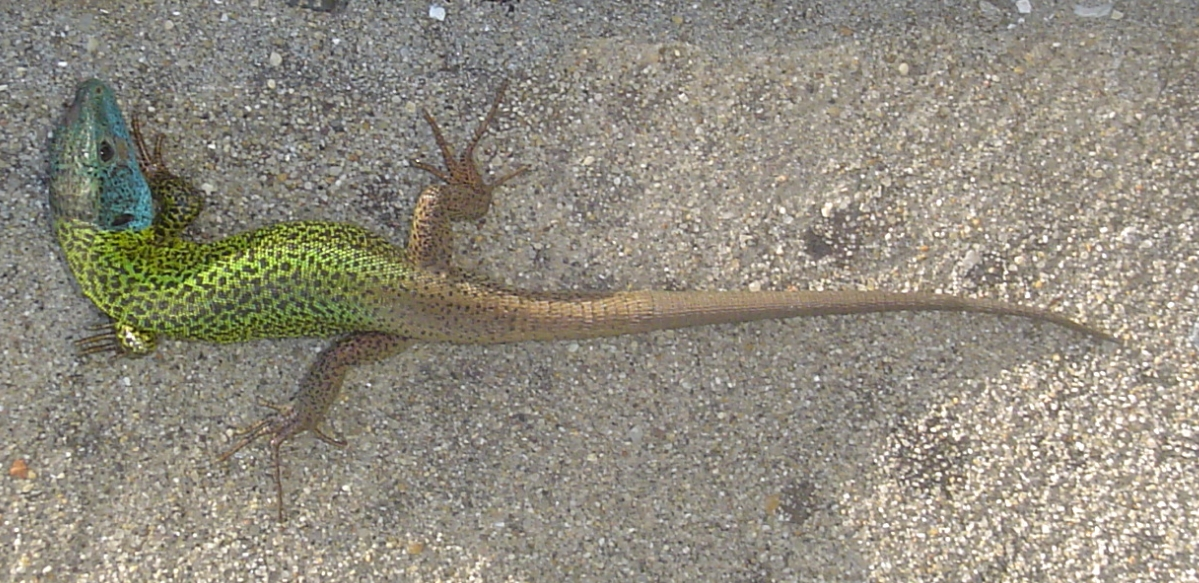